# Departamento de Transporte de Ohio
El Departamento de Transporte de Ohio (en inglés: Ohio Department of Transportation, ODOT) es la agencia estatal gubernamental encargada en la construcción y mantenimiento de toda la infraestructura ferroviaria, carreteras estatales; así como sus autopistas federales, locales e interestatales excepto el Ohio Turnpike, además del transporte aéreo del estado de Ohio. La sede de la agencia se encuentra ubicada en Columbus, Ohio y su actual director es Jerry Wray.